# Acalyptris krooni
Acalyptris krooni là một loài bướm đêm thuộc họ Nepticulidae. Nó được miêu tả bởi Scoble năm 1980. Nó được tìm thấy ở Nam Phi (nó được mô tả tử quận Soutpansberg).